# يوهان ياكوب فروبرجر
يوهان ياكوب فروبرجر (بالألمانية: Johann Jakob Froberger)‏ (و. 1616 – 1667 م) هو ملحن، وعازف الأرغن من ألمانيا. ولد في شتوتغارت.

## روابط خارجية
- يوهان جاكوب فروبرجر على موقع الموسوعة البريطانية (الإنجليزية)
- يوهان جاكوب فروبرجر على موقع ميوزك برينز (الإنجليزية)